# Marcos Núñez
Marcos Núñez (* 7. Januar 1961) ist ein chilenischer Tischtennisspieler. Er nahm an den Olympischen Spielen 1988 und 1992 teil.

## Werdegang
Bei den Olympischen Spielen 1988 in Seoul trat er im Einzel- und Doppelwettbewerb an. Nach einem Sieg und sechs Niederlagen landete er im Einzel auf Platz 49. Im Doppel mit Jorge Gambra kam er nach einem Sieg und sechs Niederlagen auf Platz 25. Die gleichen Platzierungen ergaben sich bei den Olympischen Spielen 1992 in Barcelona nach drei Niederlagen im Einzel und im Doppel mit Augusto Morales, in beiden Wettbewerben gelang kein Sieg.
Zusammen mit Jorge Gambra siegte Marcos Núñez bei den Lateinamerikanischen Meisterschaften im Doppel, 1989 gehörte er der siegreichen chilenischen Mannschaft an.

## Spielergebnisse
- Olympische Spiele 1988 Einzel[1]
  - Siege: Garfield Jones (Jamaika)
  - Niederlagen: Liu Fuk Man (Hongkong), Kim Wan (Südkorea), Andrei Masunow (Sowjetunion), Massimo Costantini (Italien), Ilija Lupulesku (Jugoslawien)
- Olympische Spiele 1988 Doppel mit Jorge Gambra[2]
  - Siege: Fatai Adeyemo/Yomi Bankole (Nigeria)
  - Niederlagen: Andrzej Grubba/Leszek Kucharski (Polen), Jörg Roßkopf/Steffen Fetzner (Bundesrepublik Deutschland), Kiyoshi Saitō /Takehiro Watanabe (Japan), Carlos Kawai/Cláudio Kano (Brasilien), Lo Chuen Tsung/Vong Lu Veng (Hongkong), Ahn Jae-hyung/Yoo Nam-kyu (Südkorea)
- Olympische Spiele 1992 Einzel[3]
  - Siege: -
  - Niederlagen: Steffen Fetzner (Deutschland), Kim Song-hui (Nordkorea), Takehiro Watanabe (Japan)
- Olympische Spiele 1992 Doppel mit Augusto Morales[4]
  - Siege: -
  - Niederlagen: Jörg Roßkopf/Steffen Fetzner (Deutschland), Hiroshi Shibutani/Kōji Matsushita (Japan), Nicolas Chatelain/Patrick Chila (Frankreich)

## Turnierergebnisse
| Veranstaltung               | Jahr | Ort             | Einzel         | Doppel         | Mixed   | Team |
| --------------------------- | ---- | --------------- | -------------- | -------------- | ------- | ---- |
| Latin American Championship | 1989 | Las Tunas       | 6              | Winner         |         | 1    |
| Latin American Championship | 1990 | Sancti Spiritus | SF             | Winner         | Runn-up | 2    |
| Latin American Championship | 1991 | Camaguey        | SF             | SF             | SF      | 2    |
| Latin American Championship | 1994 | Sancti Spiritus |                | Runn-up        |         |      |
| Olympic Games               | 1988 | Seoul           | Lost 1st stage | Lost 1st stage |         |      |
| Olympic Games               | 1992 | Barcelona       | Lost 1st stage | Lost 1st stage |         |      |
| PAN-American Games          | 1987 | Indianapolis    |                | SF             |         |      |
| PAN-American Games          | 1983 | Caracas         |                | SF             |         |      |
| World Doubles Cup           | 1990 | Seoul           |                | 13             |         |      |
| World Championship          | 1977 | Birmingham      | Qual           | Qual           | Qual    | 47   |
| World Championship          | 1985 | Gothenburg      | Qual           | Rd of 64       | dnp     | 37   |